# Възстановка на посрещането на руските освободителни войски в Копривщица
Възстановката на посрещането на руските освободителни войски в Копривщица е част от верига празници, в много населени места в България по случай Националния празник 3 март и Освобождението на страната.
Честванията се провеждат на историческия площад „20-ти април“ в град Копривщица. Възстановката се организира от местен инициативен комитет. Водят се от почетна рота, съставена от членове на регионални клубове към Национално дружество „Традиция“ от Копривщица, Сопот-Карлово, Клисура и Хисаря. Командването е на Донко Мрънков, председател на копривщенския клуб.
Прегледът на почетната рота от строени войни, обмундировани и снаряжени с реплики на автентични униформи и оръжия на руската армия и българското опълчение се извършва от действащия кмет на града. След това кметът се покланя пред руското знаме и поздравява редиците бойци.
В слово по този тържествен повод се припомнят славните дни на Априлското въстание и мотото на „Хвърковатата чета“ на Георги Бенковски – „Ставайте, робове, аз не ща ярем!“. След историческо слово за националния празник произнесено от музейни деятели се поднасят венци на признателност от местни, регионални и национални организации и дружества.
Празникът продължава с възстановка от посрещането на освободителите на Копривщица от бойния отряд на полковник Дмитрий Комаровски. Тържествата се продължават с музикални и певчески изпълнения на деца от детската градина „Евлампия Векилова“, ученици от училище „Любен Каравелов“, певческа група „Копришки бисери“, танцово-театрална група „Копривщенски богородички“ и гостуващи формации от други възрожденски градове.
Тържествата биват откривани от представителният духов оркестър на училището и завършват с народно веселие и хора, в които се включват и гостите на града.